# Wy-dit-Joli-Village
Wy-dit-Joli-Village ist eine französische Gemeinde mit 329 Einwohnern (Stand 1. Januar 2022) im Département Val-d’Oise in der Region Île-de-France; sie gehört zum Arrondissement Pontoise und zum Kanton Vauréal. Die Einwohner des Ortes werden Vicusien(ne)s genannt.
Das Gemeindegebiet gehört zum Regionalen Naturpark Vexin français.

## Geschichte
Der Name des Ortes setzt sich zusammen aus Wy (für lateinisch vicus, Gehöft) und Joli-Village, das auf einen Ausruf des Königs Heinrich IV. zurückgeführt wird, der im Jahr 1590 bei einer Jagd gefragt haben soll: „Mais quel est ce joli village ?“ – „Was ist dies für ein schöner Ort.“
| Bevölkerungsentwicklung | Bevölkerungsentwicklung | Bevölkerungsentwicklung | Bevölkerungsentwicklung | Bevölkerungsentwicklung | Bevölkerungsentwicklung | Bevölkerungsentwicklung | Bevölkerungsentwicklung | Bevölkerungsentwicklung |
| ----------------------- | ----------------------- | ----------------------- | ----------------------- | ----------------------- | ----------------------- | ----------------------- | ----------------------- | ----------------------- |
| Jahr                    | 1962                    | 1968                    | 1975                    | 1982                    | 1990                    | 1999                    | 2008                    | 2019                    |
| Einwohner               | 228                     | 206                     | 158                     | 233                     | 262                     | 307                     | 340                     | 330                     |

## Sehenswürdigkeiten

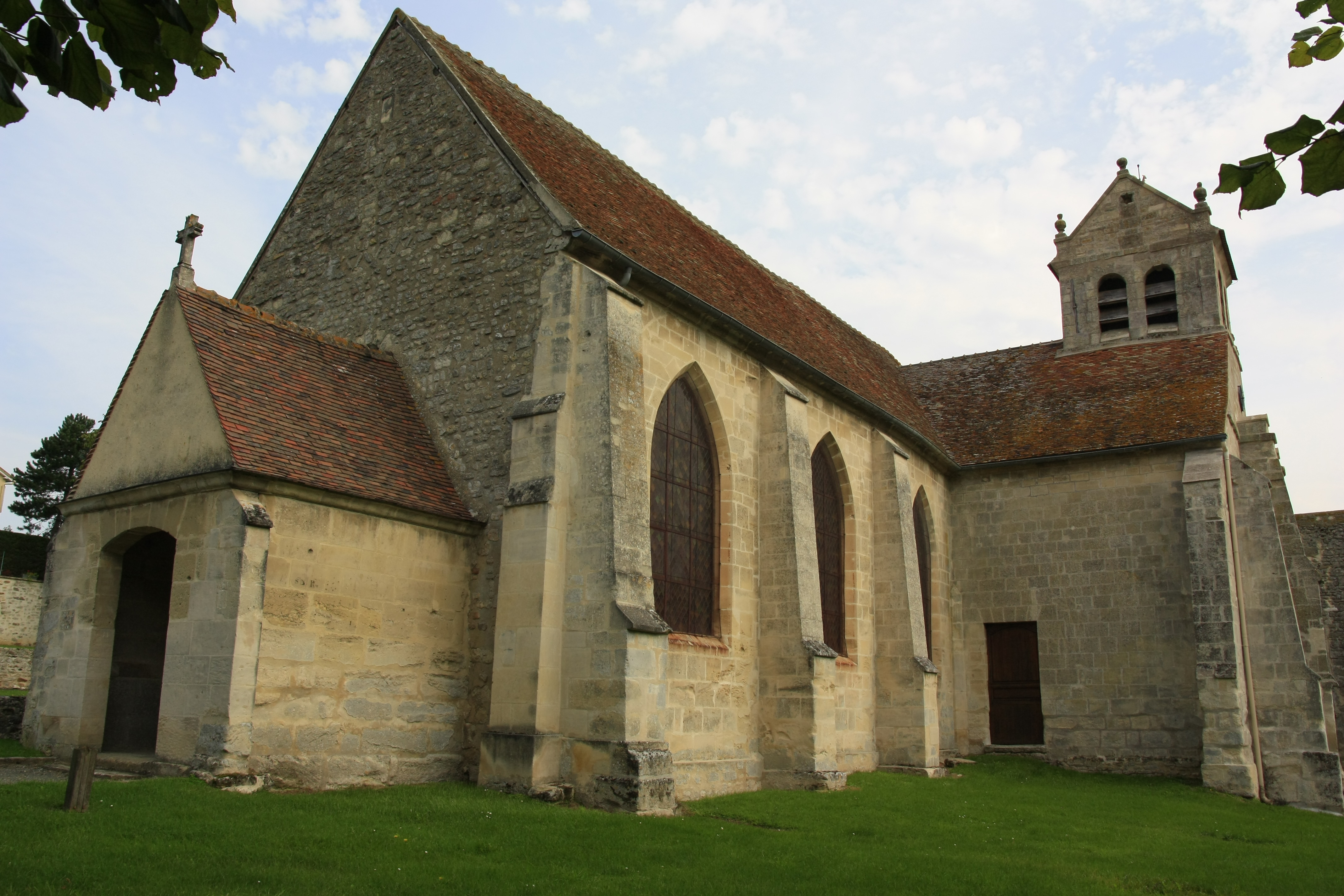
Kirche Saint-Romain

Siehe auch: Liste der Monuments historiques in Wy-dit-Joli-Village
- Kirche Saint-Romain (Monument historique)
- Schloss Hazeville aus dem Jahr 1560 (Monument historique)
- Waschhaus, erbaut im 19. Jahrhundert